# Elitserien i volleyboll för herrar 2003/2004
Elitserien i volleyboll för herrar 2003/2004. Örkelljunga VK svenska mästare efter slutspel.

## Slutställning
| Lag             | Matcher | Vunna matcher | Förlorade matcher | Vunna set | Förlorade set | Poäng |
| --------------- | ------- | ------------- | ----------------- | --------- | ------------- | ----- |
| Örkelljunga VK  | 27      | 22            | 5                 | 72        | 21            | 44    |
| Sollentuna VK   | 27      | 21            | 6                 | 71        | 36            | 42    |
| Falkenbergs VBK | 27      | 18            | 9                 | 65        | 39            | 36    |
| Hylte VBK       | 27      | 18            | 9                 | 55        | 43            | 36    |
| Team Valla-LiU  | 27      | 17            | 10                | 65        | 43            | 34    |
| Vingåkers VK    | 27      | 13            | 14                | 53        | 50            | 26    |
| Floby VK        | 27      | 11            | 16                | 45        | 54            | 22    |
| Tierps VBK      | 27      | 8             | 19                | 31        | 64            | 16    |
| Habo Wolley     | 27      | 7             | 20                | 31        | 66            | 14    |
| Uppsala VBS     | 27      | 0             | 27                | 9         | 81            | 0     |